# Anadia ocellata
Anadia ocellata är en ödleart som beskrevs av  Gray 1845. Anadia ocellata ingår i släktet Anadia och familjen Gymnophthalmidae. Inga underarter finns listade i Catalogue of Life.

## Bildgalleri

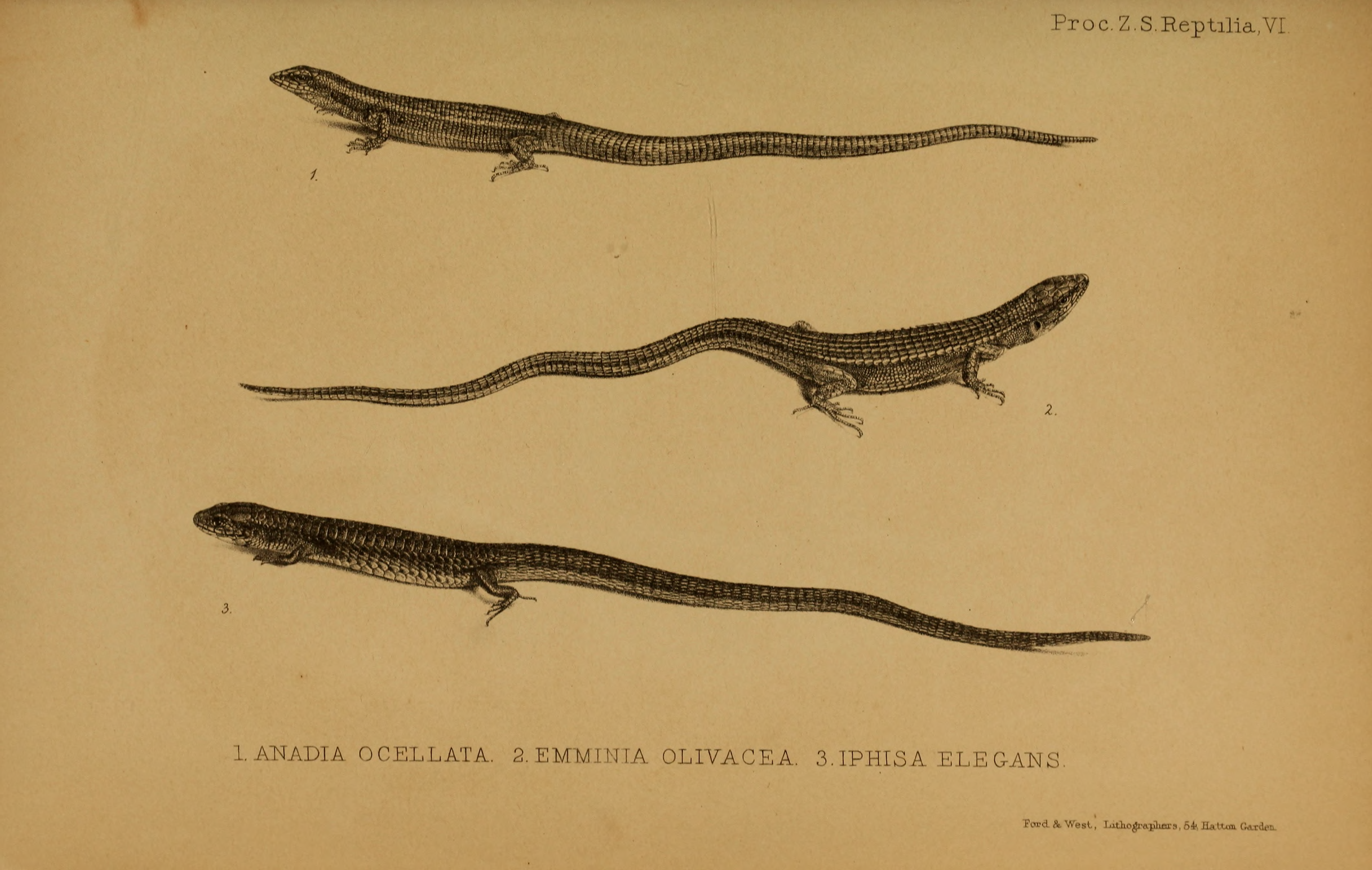